# Silvia Szymanski
Silvia Szymanski (* 7. August 1958 in Merkstein, Rheinland) ist eine deutsche Musikerin und Schriftstellerin.

## Leben
Silvia Szymanski wuchs in einem Dorf bei Aachen auf. Sie studierte zwei Semester lang Germanistik und Kunstwissenschaft an der Technischen Hochschule Aachen; nach dem Abbruch des Studiums übte sie verschiedene Tätigkeiten aus und wirkte als Sängerin und Gitarristin in Jazz- und Rockbands mit. Seit den Neunzigerjahren ist sie auch schriftstellerisch tätig. 1998 nahm sie am Ingeborg-Bachmann-Wettbewerb in Klagenfurt teil. Seit 2011 schreibt sie zudem regelmäßig für das Online-Filmmagazin "Hard Sensations".
Silvia Szymanski ist Verfasserin von Romanen, Erzählungen und Filmkritiken.

## Werke
- Chemische Reinigung, Leipzig 1998
- Kein Sex mit Mike, Hamburg 1999
- Agnes Sobierajski, Hamburg 2000
- 652 km nach Berlin, Hamburg 2002
- Hotel Central, Berlin 2005